# Râul După Hulă
Râul După Hulă este un curs de apă, afluent al râului Hârtibaciu. 